# Тральщики проекта 266-М
Тральщики проекта 266М «Аквамарин-М», по классификации НАТО — Natya class minesweeper — серия советских тральщиков, состоявших на вооружении ВМС нескольких стран. Модификация тральщиков проекта 266, разработанная спустя два года после создания предшественников. От предшественников тральщики отличаются более совершенным оборудованием по поиску и уничтожению мин, а также пониженным акустическим полем.

## Основные боевые качества

### Защита
Корпус изготовлен из маломагнитной стали и лёгких сплавов, а его детали защищены специальным диэлектрическим покрытием. Также установлены на специальных амортизаторах звукоизлучающие механизмы, фундаменты оклеены демпфирующим резиновым покрытием, а трубопроводы имеют гибкие вставки. Само судно также оснащено противоатомной и противохимической защитой, а на нём присутствует система кондиционирования жилых помещений.

### Двигатели
Энергоустановка имеет эшелонное построение. В состав энергоустановки входят два лёгких быстроходных дизеля М503Б-3 производства ПАО «Звезда», оснащённых пневматической дистанционной системой управления «Дельфин», двумя дизель-генераторами ДГРА-200/1500 по 200 кВт и одним дизель-генератором ДГРА-100/1500 100 кВт. На всех двигателях корабля находятся обмотки размагничивающего устройства для уменьшения магнитных девиаций корабля. Палубные механизмы оснащены гидроприводами. Мореходность корабля не ограничена, применение оружия возможно при волнении до 4 баллов. Устройство слипа в кормовой части механизировало постановку и выборку тралов, и в целях снижения акустического поля корабля его главные двигатели были установлены на вибродемпфирующих продольных балках, а гребные винты большого диаметра с малошумными лопастями размещены в шумопонижающих насадках.

### Вооружение
Работа основных систем и технических средств автоматизирована. Тральщики оснащены глубоководным тралом с новой аппаратурой управления, тралом для уничтожения активных мин, трёхканальным широкополосным буксируемым телевизионным и комплексным искателями-уничтожителями мин, а также более совершенной гидроакустической системой «Мезень», обеспечивающей обнаружение донных мин. В оборудование также входит размагничивающее устройство с общекорабельными и местными обмотками и автоматическим управлением, которое компенсирует поля корабля, крупных механизмов и вихревых токов в корпусе при качке.
Для защиты от кораблей противника на тральщики ставились автоматические орудия АК-230М и 2М-3М, а также пулемёты ДШК. Для противовоздушной обороны поставлялись ПЗРК типа «Стрела-3» и «Игла» с соответствующими ракетами, что привело к увеличению длины и полного водоизмещения модернизированного корабля. Для обнаружения плавающих мин в дневное и ночное время имеется специальная электронно-оптическая аппаратура.

## Проектирование, постройка и развитие проекта
Морской тральщик проекта 266М спроектирован в 1965 году Западным ПКБ под руководством Т. А. Походуна и Н. П. Пегова. Проект разрабатывался с учетом опыта эксплуатации морских тральщиков проекта 266. Головной корабль «Семён Рошаль» заложен в 1967 году и вступил в строй в 1970 году. До 1978 года построен 31 корабль; все они включены в состав ВМФ СССР с переходом в состав ВМФ России (27 единиц) и ВМС Украины (2 единицы). В 1974 году Западным ПКБ под руководством Н. П. Пегова и Ш. А. Мустафина разработан модифицированный проект 266МЭ, характеристики которого привлекли внимание ряда зарубежных заказчиков, приобретавших корабли с модификациями под региональные условия эксплуатации. Тральщики находились в составах ВМС Сирии, Йемена, Ливии и Индии. В РФ был достроен невыкупленный Индией тральщик проекта 266МЭ, названный в ВМФ РФ Валентин Пикуль.
- БФ: МТ-76, МТ-301,МТ- 303, МТ-333, МТ-714, МТ-717, МТ-799, МТ-1109, МТ-1112, Дмитрий Лысов, Контр-адмирал Першин (с 1978 ТОФ), Контр-адмирал Хорошхин (с 1978 ТОФ), Связист, Семён Рошаль, зав.№862-864.
- ЧФ: МТ-264 (с 1991 ТОФ), МТ-265 (с 1991 ТОФ), Валентин Пикуль, Вице-адмирал Захарьин, Дизелист, Зенитчик, Наводчик, Радист, Разведчик, Рулевой, Сигнальщик, Снайпер, Стрелок, Торпедист, Турбинист, Электрик.
- СФ: МТ-417, МТ-418, МТ-461, МТ-463, Артиллерист, Всеволод Вишневский, Десантник, Комендор, Контр-адмирал Власов, Машинист, Марсовой, Минёр, Моторист, Пулеметчик, Ракетчик.
- ТОФ: Запал, Заряд, Параван, Трал, Якорь.

## Операторы
ВМФ РФ: 2 МТ проекта 266М на ЧФ и 3 МТ проекта 266МЭ (1 на ЧФ и 2 на ТОФ)
ВМС Сирии: 1 тральщик
ВМС Йемена: 1 тральщик, боеспособность сомнительна

## Боевое применение
- в период до 1990 г. тральщики Северного, Балтийского и Черноморского флотов осуществляли охрану советских рыболовных судов в районе рыбного промысла Западная Сахара от нападений катеров ВМФ Марокко.
- Тральщик «Ковровец» в 2016 году принимал участие в военной операции России в Сирии, где осуществлял траление акватории Сирии[1][2]. По данным Министерства обороны Украины тральщик был потоплен 19 мая 2024 года[3][4][5]. Однако, в других источниках данное министерство заявляет о поражении МРК «Циклон»[6]. Независимые подтверждения и комментарии от Минобороны России отсутствуют.
- В результате атаки украинских морских беспилотников на Севастополь 29 октября 2022 по данным Минобороны России повреждение получил морской тральщик 68-й бригады кораблей ОВР «Иван Голубец»[7].